# Lactarius indigo
Lactarius indigo és una espècie de fong de l'ordre dels russulals (Russulales).  El seu basidiocarp es comestible  i presenta colors que van des del blau fosc en espècimens frescos al gris blavós pàl·lid en els més vells. La "llet", o làtex, que flueix quan el teixit del bolet és tallat o trencat (una característica comuna a tots els membres del gènere Lactarius) també és de color blau indi, però lentament es torna verd en entrar en contacte amb l'aire. El píleu sol mesurar entre 5 i 15 centímetres de diàmetre, i l'estípit aconsegueix entre 2 i 8 centímetres de longitud i entre 1 i 2,5 cm de gruix.
És una espècie d'àmplia distribució, i pot trobar-se a l'est d'Amèrica del Nord, l'est d'Àsia i a Centreamèrica. L. indigo creix tant en boscos caducifolis com de coníferes, on forma micorrizes amb roures i pins.

## Taxonomia
Va ser descrita per primera vegada en 1822 com Agaricus indigo pel micòleg nord-americà Lewis David de Schweinitz, i situada en el gènere Lactarius en 1838, pel suec Elias Magnus Fries.
Hesler i Smith, en el seu estudi de 1960 de les espècies nord-americanes de Lactarius, la defineixen com a espècie tipus de la subsección Caerulei, un grup caracteritzat pel seu làtex i el barret blaus. El nom de l'espècie indigo significa, en llatí, "blau". En anglès té diversos noms comuns com indigo milk cap —literalment "barret lletós indi"—, indigo Lactarius —"Lactarius indi"—, o blue Lactarius —"Lactarius blau". Al centre de Mèxic, és conegut com a añil, blau, fong blau, zuin, zuine. A Veracruz i en Pobla també se l'anomena quexque (que significa "blava").

## Descripció

### Característiques microscòpiques
Les espores són translúcides (hialines), de forma el·líptica o gairebé esfèriques. Les seves dimensions oscil·len entre 7 i 9 µm de llarg entre 5,5 i 7,5 d'ample. Per mitjà del Microscopi electrònic de rastreig poden observar-se reticulacions en la superfície de les espores. Els basidis sostenen quatre espores d'entre 37 i 45 µm de llarg i de 8 a 10 d'ample. Els pleurocistidis tenen entre 40 i 56 µm de llarg i entre 6,4 i 8 d'amplada, i tenen forma de fus, amb l'àpex molt estret. Els cheilocistidis són abundants, i les seves dimensions oscil·len entre 40 i 45,6 µm de llarg i entre 5,6 i 7,2 d'ample.

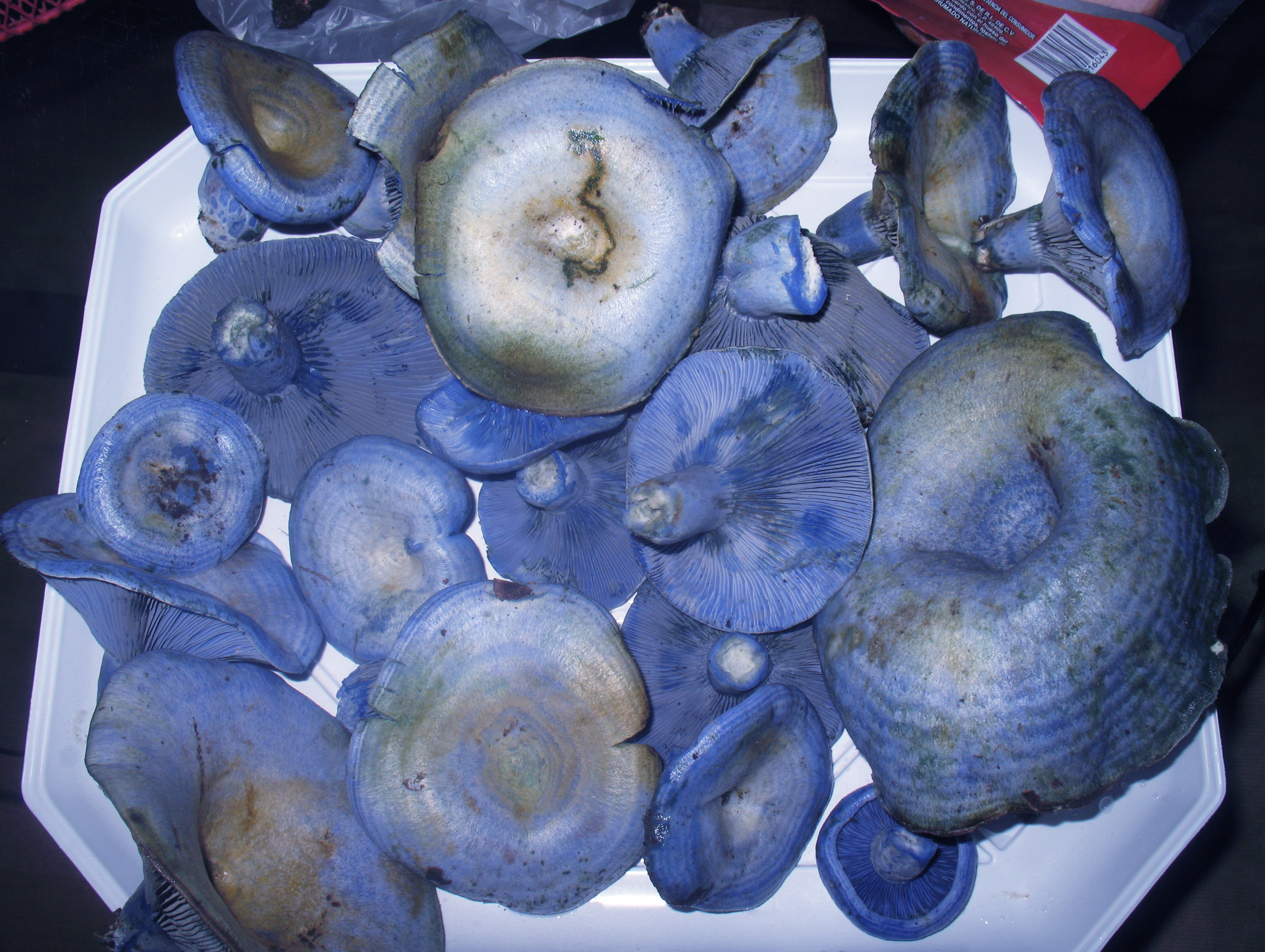
Col·lecció de L. indigo a Jalisco, Mèxic

## Espècies similars
El característic color blau del cos fructífer i del làtex fa que aquesta espècie sigui fàcilment recognoscible. Existeixen altres Lactarius que presenten tonalitats blavoses:
- Lactarius paradoxus, trobada en l'est d'Amèrica del Nord,[16] el barret del qual és de color blau grisenc en la seva etapa jove, però el peu i el làtex són d'un color que oscil·la entre el marró vermellós i el marró blavó

- Lactarius chelidonium, el barret del qual pot ser blau grisenc, groguenc o marró groguenc, i làtex entre groguenc i marró
- Lactarius quieticolor, la carn del qual és blavosa al barret i entre taronja i taronja vermellós a la base del peu.[17]

## Hàbitat i distribució
Aquest bolet forma micorriza amb pins i roures, creixent sobretot durant la tardor. Es troba arreu del món amb l'excepció d'Europa.

## Compostos bioactius
El color blau de L. indigo es deu principalment al pigment químic anomenat azulè. El compost, 1-estearoiloximetilen-4-metil-7-isopropenazulè, extret i purificat del cos fructífer, és únic d'aquesta espècie.